# Mudugoppa

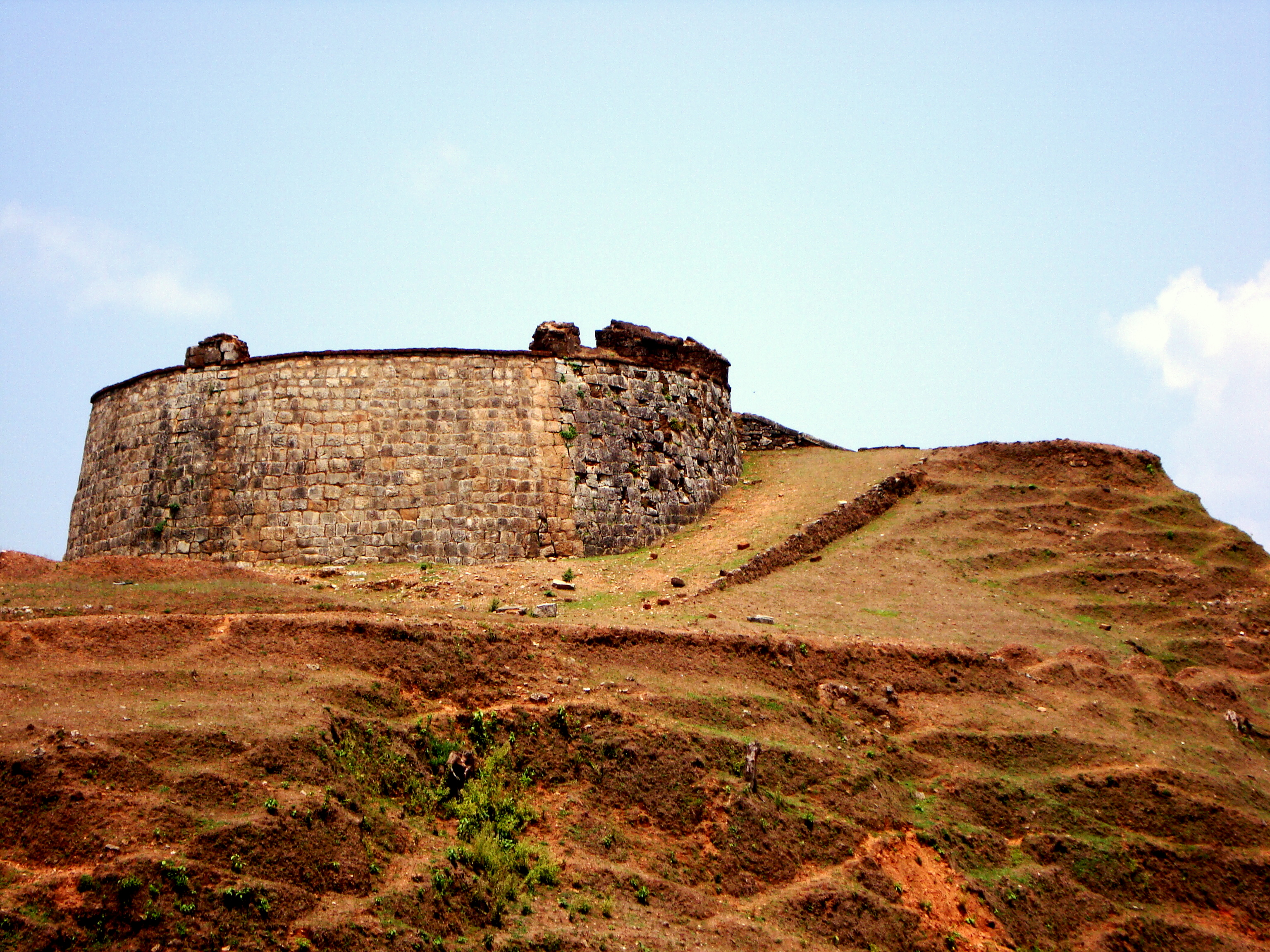
Fortet i Nagara, idag tillhörande byn Mudugoppa.

Mudugoppa (äldre namn Nagara) är en by i den indiska delstaten Karnataka, och tillhör Shimogadistriktet. Folkmängden uppgick till 2 813 invånare vid folkräkningen 2011. Byn var under äldre tider en betydande ort, och tillhörde furstendömet Mysore.